# José Eduardo de Andrade Vieira
José Eduardo de Andrade Vieira (ur. 30 grudnia 1938 w Tomazinie, zm. 1 lutego 2015 w Londrinie) – brazylijski polityk i finansista.

## Życiorys
Od 19 października 1992 do 23 grudnia 1993 minister rozwoju, przemysłu i handlu w gabinecie Itamara Franca. W okresach od 1 września 1993 do 13 października 1993 i od 1 stycznia 1995 do 2 maja 1996 minister rolnictwa w gabinecie Itamara Franca i drugim gabinecie Fernanda Henriqua Cardosa. 
W latach 1994–1999 przewodniczący Brazylijskiej Partii Pracy.